# ТЕС Сармато
45°3′8″ пн. ш. 9°30′26″ сх. д. / 45.05222° пн. ш. 9.50722° сх. д.
ТЕС Сармато – теплова електростанція на півночі Італії у регіоні Емілія-Романья, провінція П'яченца. Споруджена з використанням технології комбінованого парогазового циклу.
Введена в експлуатацію у 1998 році, станція має один блок потужністю 180 МВт. У ньому встановлена одна газова турбіна з показником 120 МВт, яка через котел-утилізатор живить одну парову потужністю 62 МВт.
Загальна паливна ефективність ТЕС становить 57%.
Як паливо станція використовує природний газ.
Видалення продуктів згоряння забезпечується за допомогою димаря висотою 35 метрів.
Зв’язок із енергомережею відбувається по ЛЕП, розрахованій на роботу із напругою 220 кВ.